# Charles Spurgeon
Charles Haddon Spurgeon, född 19 juni 1834 i Kelvedon i Essex,död 31 januari 1892 i Menton, var en engelsk predikant.

## Biografi
Charles Spurgeon föddes som son till en independentisk präst. Under inverkan av en metodistpredikant erfor Spurgeon 1850 vid 16 års ålder en djupgående religiös omvändelse - från det året daterar han själv sin frälsning - men fann sitt andliga hem först när han samma år blev baptist. Sin önskan att bygga vidare på sin grundliga skolbildning såg han krossad, när han, som 17-åring kallades att förestå en liten baptistförsamling.
Även om han aldrig fick tillfälle till formella teologiska studier förvärvade han efterhand en betydande beläsenhet på vitt skilda områden. Genom sina sällsynta predikogåvor vann Spurgeon snart ryktbarhet. Efter ett års provtjänstgöring kallades han 1854 som föreståndare för den gamla förnämliga baptistförsamlingen på New Park Street i London. Skaran av åhörare vid gudstjänsterna blev snart större än församlingens kapell kunde rymma. Fastän han hade den allmänna opinionen mot sig under det första årtiondet i London och ständigt karikerades i skämtpressen, var han utan tvivel redan då en av de stora predikanterna i väckelsens England.

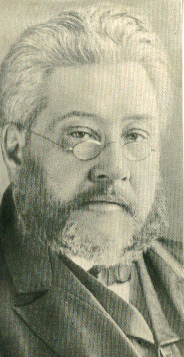
Charles Spurgeon

År 1861 uppfördes för hans räkning Metropolitan Tabernacle med 10 000 sittplatser. Årtionde efter årtionde förmådde han där fängsla tusentals åhörare, när helst han uppträdde, i regel minst två gånger i veckan. Hemligheten i hans predikokonst var i första hand av personlig art. Utan att på något sätt vara ursprunglig eller banbrytande, var Spurgeon ett religiöst geni. Därtill kom hans sällsynt stora talegåva, varigenom han på kärnfull, klassisk engelska förmådde ge uttryck åt sitt inre liv. Tankarna klädde han i vardagsspråkets enkla dräkt, och framställningen belystes av en rikedom av utomordentligt träffande bilder och analogier.
Spurgeon gifte sig 1856 med Susannah Thompson och han fick med henne tvillingsönerna Charles och Thomas. I slutet av samma år inträffade en tragedi. När han predikade för en stor folkmassa ropade någon att elden är lös, vilket ledde till panik och i tumultet förlorade flera personer livet. Händelsen gick hårt åt Spurgeon och hade en dämpande effekt på hans liv. Han kämpade med depression i många år och berättade att han kunde röras till tårar utan att han själv förstod anledningen.

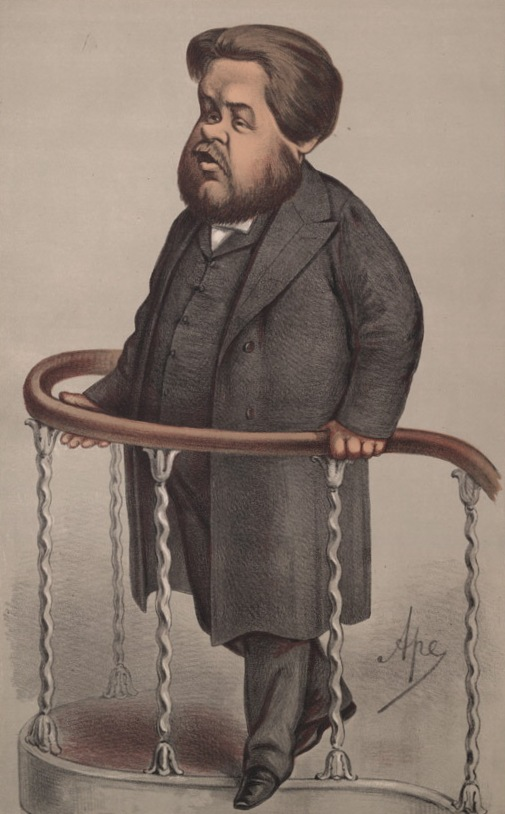
Karikatyrteckning

Från fädernet ärvde han den gamla puritanska andan, och för honom, själv kallad "den siste puritanen", blev det livslånga studiet av den äldre puritanska uppbyggelselitteraturen, vilken han som ingen annan behärskade, av den största betydelse inte minst med hänsyn till hans predikoverksamhet. Hans äkta engelska humor lyste ofta fram, särskilt i hans yngre dagar på ett också för hans landsmän stötande sätt.

## Teologi
Om Spurgeons framgångsrika församlingsverksamhet, som till slut frikopplades från samfundstillhörighet, kan föra tankarna till dagens megakyrkor så är kontrasterna ändå slående. Någon instrumentalmusik förekom aldrig i hans församlingar. Han var konfessionellt medveten och förtröstade på att ordet ensamt väcker tro hos de utvalda, utan att man behöver hjälpa till med olika effekter och åthävor. Sålunda praktiserade han inte seden att bjuda dem som vill ge sitt liv till Jesus att komma fram till altaret för förbön (så kallade "altar calls"). I hans predikningar härskade den gammalpuritanska andan, och han fasthöll strängt vid äldre tiders inspirationslära, och Gamla och Nya Testamentet ägde samma tyngd.
Spurgeon var trogen den reformerta 1689 års baptistbekännelse och lät trycka den med några smärre justeringar. Det var en bekännelse som skrevs av kalvinistiska baptister i England för att ge en formell beskrivning av den reformerta och protestantiska kristna tron ur baptistiskt perspektiv. 1689 års baptistbekännlse var en av de viktigaste baptistiska trosbekännelserna, och var användbar för undervisning och apologetik. 
Hans teologiska konservatism kom honom att mot slutet av 1880-talet att engagera sig i en häftig fejd ("the Downgrade controversy"), där han varnade för att många i hans samfund höll på att nedvärdera Bibeln och Sola Scriptura-principen. Han såg den växande bibelkritiken och Charles Darwins utvecklingslära som ett hot mot det andliga livet och en förklaring till att han själv samlade upp de andliga sökarna. Splittringen blev svårartad och även bland hans elever vid prästutbildningen gick man olika vägar. Utvecklingen ledde till att han utträdde ur Baptist Union, utan att han därför upphörde att vara baptist. Denna kontrovers är alltjämt aktuell.

## Produktion
Spurgeon hade åhörare och läsare bland alla kyrkosamfund, och hans arbeten spreds jorden runt. Om graden av hans popularitet vittnar att en längre tid hans söndagspredikningar i sin helhet telegrafiskt meddelades de stora New York-tidningarna. Mest betydande av hans skrifter är en kommentar till Psaltaren, The treasury of David (7 band, 1870-1885; "Davids skattkammare", 6 band, 1895-1899). Bland mängden av hans till svenska översatta skrifter må f.ö. nämnas "Valda predikningar" (1867-1873), "Mina predikoutkast" (4 band, l:a uppl. 1885-1889) och "Pilar ur Spurgeons koger" (1907-1908). Hans samlade predikningar, The tabernacle pulpit, gavs ut i över femtio band. Spurgeon var också en mer än vanligt dugande organisatör, som verksamt deltog i ett vitt utgrenat församlingsarbete; han fann också tid till ett med framgång krönt arbete för predikanters utbildning, Spurgeon College, som det senare kom att kallas.